# 雷梅雷维尔
雷梅雷维尔（法語：Réméréville，法語發音：[ʁemeʁevil]）是法国默尔特-摩泽尔省的一个市镇，位于该省南部，属于南锡区。

## 地理
雷梅雷维尔（48°42'18"N, 6°23'21"E）面积13.46 平方千米，位于法国大東部大區默尔特-摩泽尔省，该省份为法国东北部内陆省份，是洛林的一部分，北邻比利时、卢森堡，北起顺时针与摩泽尔省、下莱茵省、孚日省和默兹省接壤。
与雷梅雷维尔接壤的市镇（或旧市镇、城区）包括：比松库尔、尚珀努、库尔贝索、阿姆聚勒河畔埃贝维莱尔、阿罗库尔、奥埃维尔、索尔内维尔、沃莱讷苏萨芒斯。

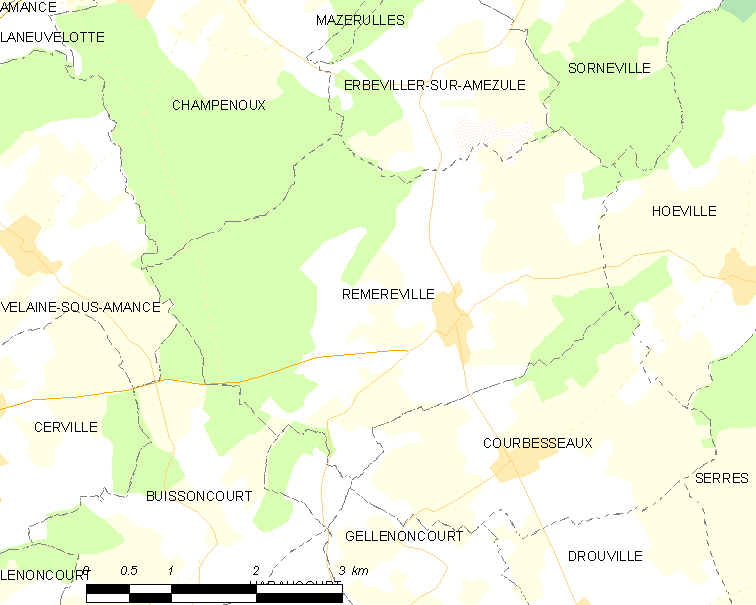
雷梅雷维尔的OSM定位图

雷梅雷维尔的时区为UTC+01:00、UTC+02:00（夏令时）。

## 行政
雷梅雷维尔的邮政编码为54110，INSEE市镇编码为54456。

## 政治
雷梅雷维尔所属的省级选区为格朗库罗内县。

## 人口

1962-2008年间雷梅雷维尔人口变化图示

雷梅雷维尔于2022年1月1日时的人口数量为642人。